# Осип Задкин
Осип Задкин (фр. Ossip Zadkine, блр. Восіп Цадкін; Витебск, 14. јул 1890 — Неји сир Сен, 25. новембар 1967) је био француски вајар белоруског порекла.
Његово дело, веома широког хуманистичког надахнућа, представља неку врсту декоративног кубизма у коме су присутни суштински проблеми људске егзистенције. 
Главна дела: Женски облици, Орфеј, Апостол и др.